# Gaschurn
Gaschurn est une commune autrichienne du district de Bludenz dans le Vorarlberg.

## Galerie

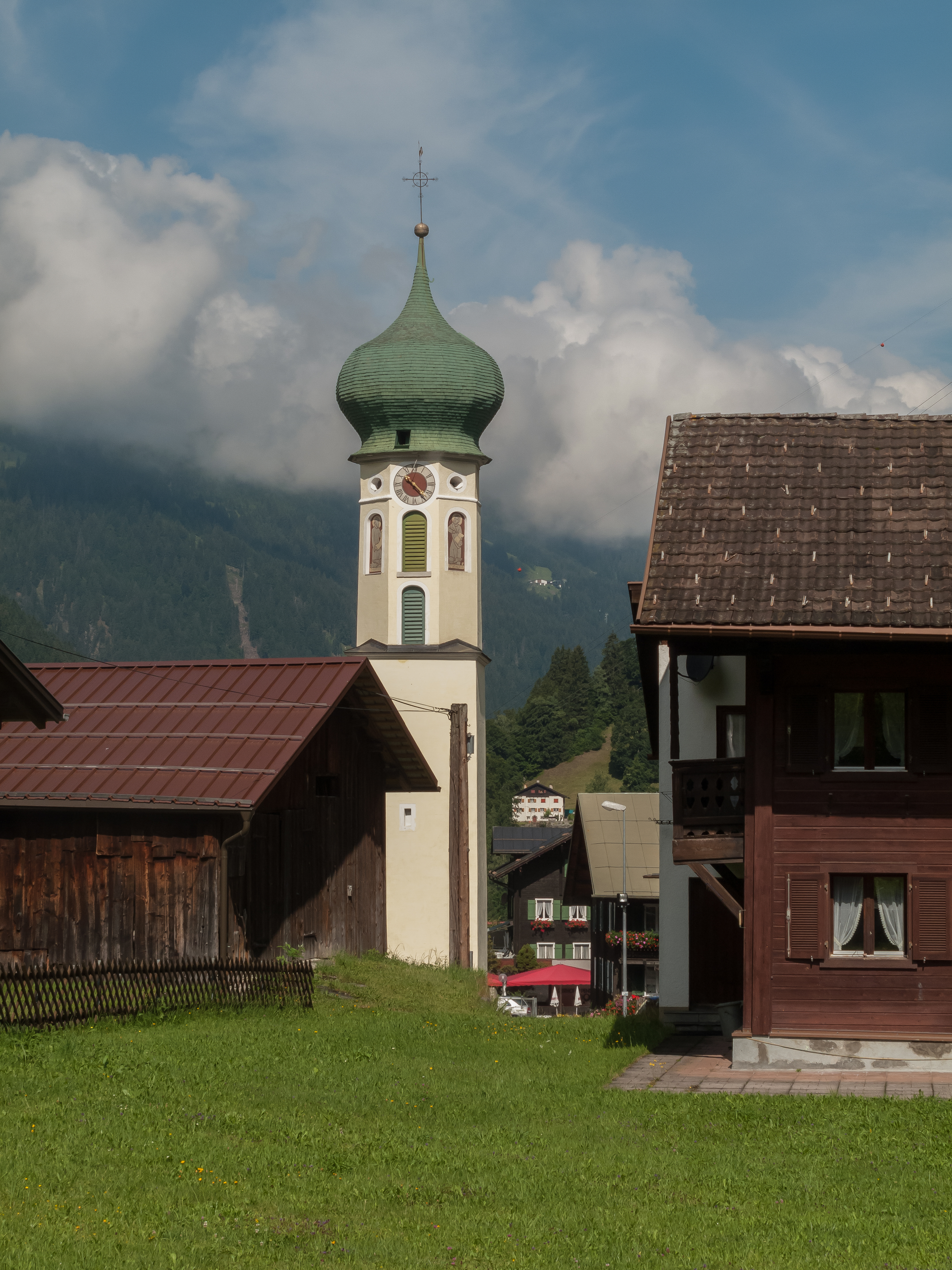
Partenen, tour de l'église Saint-Martin.
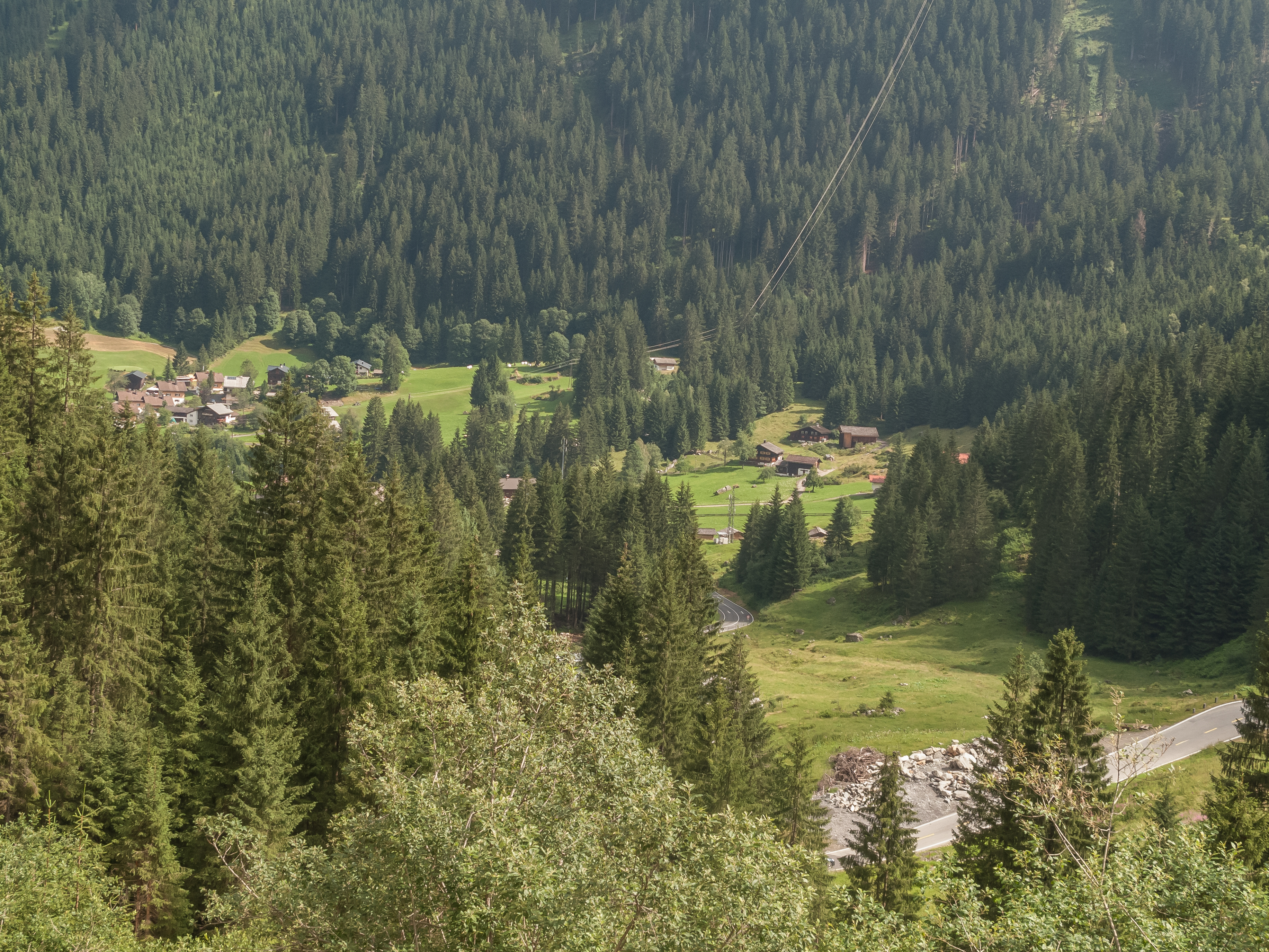
Entre Partenen et le Bielerhöhe, panorama.
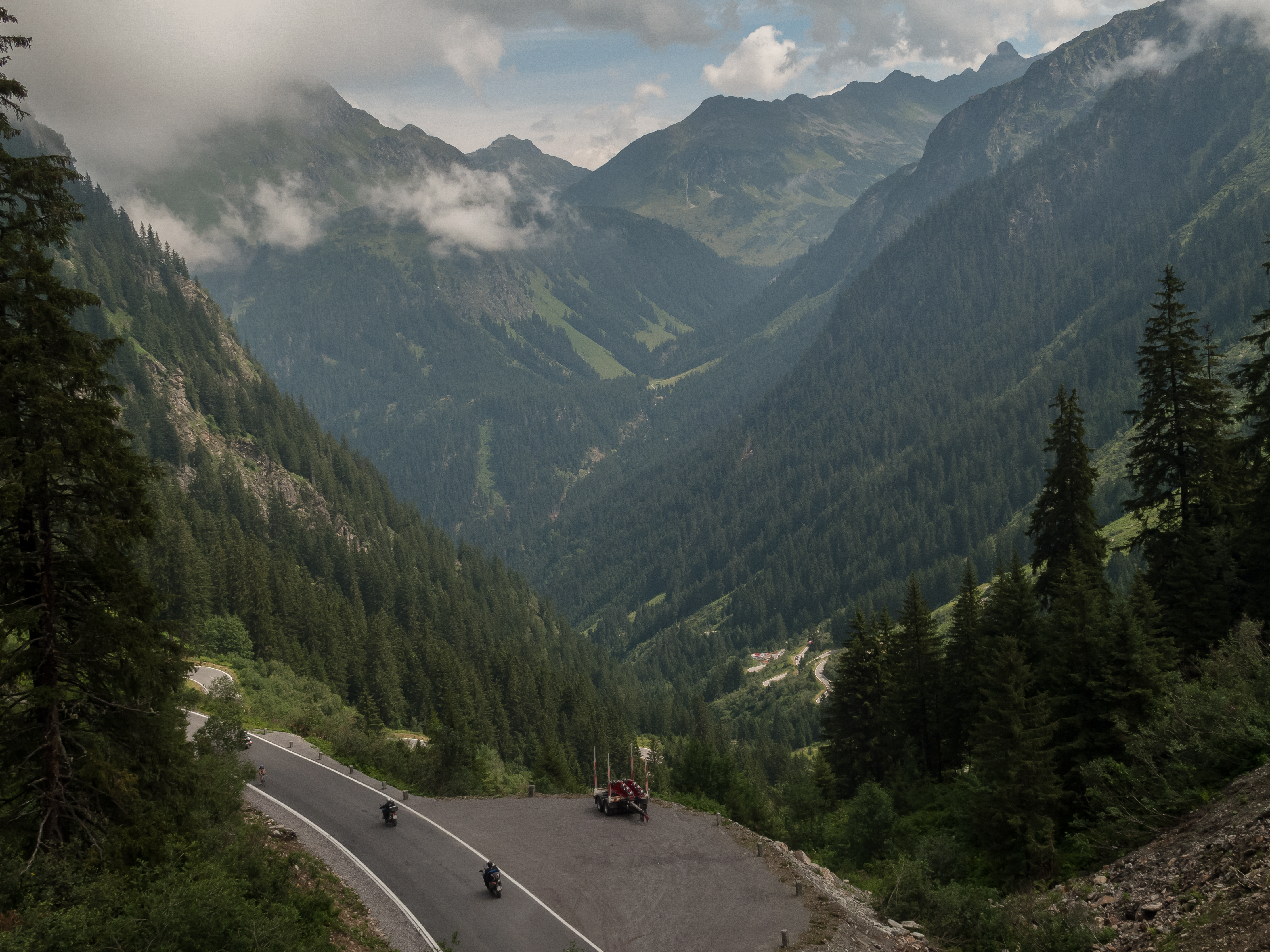
Entre la Bielerhöhe et Partenen, panorama.